# Wolne Libijskie Siły Powietrzne
Wolne Libijskie Siły Powietrzne – siły powietrzne Libijskiej Rady Narodowej, składające się z wojskowych, którzy wypowiedzieli posłuszeństwo Mu’ammarowi al-Kaddafiemu i dołączyli do sił opozycji podczas powstania w Libii w 2011.
13 marca 2011, Ali Atijja, pułkownik Libijskich Sił Powietrznych na lotnisku w Mitidze niedaleko Trypolisu, dołączył do rebeliantów. Był to pierwszy przypadek, kiedy to personel Sił Powietrznych przeszedł na stronę powstania.

## Wyposażenie

### Samoloty i śmigłowce
- MiG-23
- Soko G-2
- Mi-2[3]
- Mi-24
- An-26